# Torsten Skoog
Torsten Olof Skoog, född 2 juni 1894 i Karlshamn, död 20 april 1976 i Stockholm, var en svensk öronläkare.
Torsten Skoog var son till grosshandlaren Carl Arvid Skoog samt bror till Carl Axel Skoog. Efter studentexamen i Växjö 1913 studerade han vid Lunds universitet och blev medicine kandidat 1916, medicine licentiat 1922 och medicine doktor 1930. I Lund hade Skoog även förordnanden i anatomi och bakteriologi 1914–1915, 1919 och 1922–1923, i ortopedi 1924 och i kirurgi 1925–1926 samt vid öron-, näs- och halskliniken 1927–1932. År 1930 blev han docent i allmän kirurgi och i öron-, näs- och halssjukdomar 1931 samt biträdande överläkare vid öron-, näs- och halskliniken på Lunds lasarett 1933. Från 1940 var Skoog professor i öron-, näs- och halssjukdomar vid Karolinska Institutet samt överläkare vid öronkliniken på Karolinska sjukhuset. Hans vetenskapliga författarskap omfattade en mängd arbeten över skilda kirurgiska och otorhinolaryngologiska ämnen. Skoog var ledamot av stadsfullmäktige i Lund 1935–1938. Han blev riddare av Nordstjärneorden 1948.